# Paco Godia
Francisco Godia Sales, ismertebb nevén Paco Godia (Barcelona, 1921. március 21. – 1990. november 28.) spanyol autóversenyző.

## Pályafutása
1949-ben a francia Louis Gérard társaként rajthoz állt a Le Mans-i 24 órás versenyen. Paco és Louis a negyedik helyen zárták a futamot.
1951 és 1958 között tizennégy világbajnoki Formula–1-es nagydíjon vett részt. Hazája versenyén, az 1951-es spanyol nagydíjon debütált a sorozatban. Az 56-os szezonban két futamon is a negyedik helyen végzett, és az így szerzett hat pontjával végül a kilencedik pozícióban zárta az összetett értékelést.

## Eredményei

### Le Mans-i 24 órás autóverseny
| Év   | Csapat          | Autó          | Csapattárs   | Helyezés |
| ---- | --------------- | ------------- | ------------ | -------- |
| 1949 | W.S. Watney     | Delage D6S-3L | Louis Gérard | 4.       |
| 1958 | Francisco Godia | Delage D6S-3L | Jo Bonnier   | Kiesett  |

### Teljes Formula–1-es eredménysorozata
(Táblázat értelmezése)

(Félkövér: pole-pozícióból indult; dőlt: leggyorsabb kört futott) 

| Év   | Csapat                    | Modell           | Motor               | 1     | 2      | 3   | 4      | 5      | 6      | 7      | 8      | 9     | 10  | 11  | Helyezés | Pont |
| ---- | ------------------------- | ---------------- | ------------------- | ----- | ------ | --- | ------ | ------ | ------ | ------ | ------ | ----- | --- | --- | -------- | ---- |
| 1951 | Scuderia Milano           | Maserati 4CLT/48 | Maserati Straight-4 | SUI   | 500    | BEL | FRA    | GBR    | GER    | ITA    | ESP 10 |       |     |     |          | 0    |
| 1954 | Officine Alfieri Maserati | Maserati 250F    | Maserati Straight-6 | ARG   | 500    | BEL | FRA    | GBR    | GER    | SUI    | ITA    | ESP 6 |     |     |          | 0    |
| 1956 | Officine Alfieri Maserati | Maserati 250F    | Maserati Straight-6 | ARG   | MON    | 500 | BEL Ki | FRA 7  | GBR 8  | GER 4  | ITA 4  |       |     |     | 9.       | 6    |
| 1957 | Francesco Godia Sales     | Maserati 250F    | Maserati Straight-6 | ARG   | MON    | 500 | FRA    | GBR    | GER Ki | PES Ki | ITA 9  |       |     |     |          | 0    |
| 1958 | Francesco Godia Sales     | Maserati 250F    | Maserati Straight-6 | ARG 8 | MON Nk | NED | 500    | BEL Ki | FRA Ki | GBR    | GER    | POR   | ITA | MOR |          | 0    |

## Külső hivatkozások
- Profilja a grandprix.com honlapon (angolul)
- Profilja a statsf1.com honlapon (angolul)
- Profilja a driverdatabase.com honlapon (angolul)

1. ↑  Gran Enciclopèdia Catalana (katalán nyelven). Nagy Katalán Enciklopédia . Grup Enciclopèdia
2. ↑  Diccionario biográfico español (spanyol nyelven). Spanish Biographical Dictionary . Royal Academy of History, 2011 (Hozzáférés: 2017. október 9.)